# Jacob Kiplimo

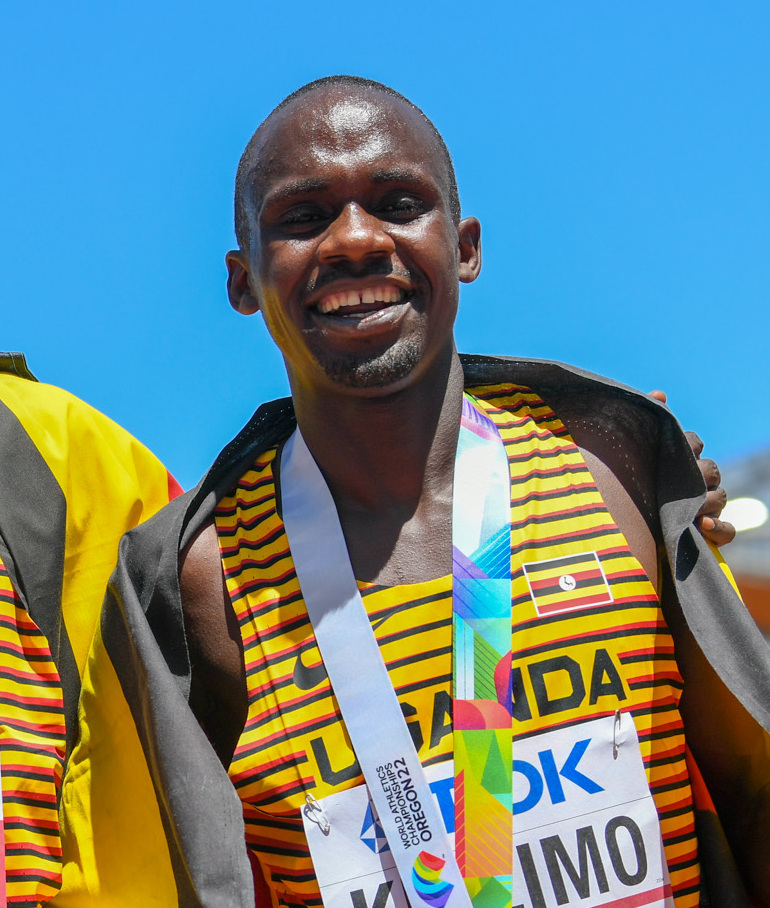
Jacob Kiplimo na atletickém MS v Eugene (2022).

Jacob Kiplimo (* 14. prosince 2000) je ugandský atlet, závodící na dlouhých tratích. Tento vytrvalec je v současnosti světovým rekordmanem na půlmaratonské trati časem 56:42 minuty. Světový rekord překonal dne 16. 2. 2025 v Barceloně. Na stejné trati v Lisabonu se stal v roce 2020 mistrem světa. Kiplimo je také bronzovým medailistou v běhu na 10 000 metrů z Mistrovství světa v Eugene (2022) a zároveň i z Olympijských her v Tokiu (2021).

## Osobní rekordy
Dráha
- Běh na 1500 metrů – 3:50,24 min. (Arezzo, 2016)
- Běh na 3000 metrů – 7:26,64 min. (Řím, 2020) NR
- Běh na 5000 metrů – 12:41,73 min. (Oslo, 2023)
- Běh na 10,000 metrů – 26:33,93 min. (Ostrava, 2021)

Silnice
- 10 kilometrů – 27:31 min. (Manchester, 2019)
- 15 kilometrů - 41:05 min. (Zevenheuvelenloop, 2023) SR
- Půlmaraton - 56:42 min. (Barcelona, 2025) SR[4]